# YF-75D (motor de cohete)
El YF-75D es un motor de cohete criogénico líquido que quema hidrógeno líquido y oxígeno líquido en un ciclo de expansión de circuito cerrado. Es la tercera generación del motor propelente criogénico de etapa superior de China, después del YF-73 y el YF-75. Se utiliza en un montaje de motor dual en la segunda etapa H5-2 de los vehículos de lanzamiento del Long March 5. Dentro de la montura, cada motor puede ser accionado individualmente para permitir el control de vector de empuje. Como su predecesor, el YF-75 puede ajustar su proporción de mezcla para optimizar el consumo de propelente. Pero como una mejora adicional, puede hacer múltiples reinicios, contra el único de su predecesor.
La cámara de combustión requirió un rediseño para mantener el equilibrio de potencia. Dado que el ciclo de expansión utiliza el calor extraído de los circuitos de refrigeración para impulsar las turbinas, la cámara se tuvo que alargar y los conductos de refrigeración se rediseñaron. El motor usa una turbina de hidrógeno. Utiliza una turbina subsónica axial de baja relación de dos etapas que opera a 65.000 rpm, que está entre la segunda y la tercera velocidad crítica. Se apoya en dos amortiguadores de soporte elásticos alrededor de los rodamientos de bolas de cerámica.